# Semicontainerschiff
Ein Semicontainerschiff ist ein flexibler Stückgutschiffstyp zum gleichzeitigen Transport von Containern, Stückgütern sowie teilweise anderen sperrigen oder auch flüssigen Ladungen. Semicontainerschiffe sind insbesondere für Dienste mit gemischten Ladungsaufkommen von Containern, Stück-, Lang- und Schüttgütern geeignet, sowie für schwere bzw. sperrige Ladung in Regionen, die den Einsatz gleich großer Containerschiffe oder reiner Stückgutschiffe nicht erlauben.

## Geschichte
In der zweiten Hälfte der 1950er Jahre, den Pionierjahren des Containertransports, begann sich das neue Transportsystem erst zögernd bei den Reedereien (anfangs USA, Australien) durchzusetzen. So entstand, auch aufgrund der hohen Anfangsinvestitionen, ein Großteil der eingesetzten Containerschiffe zunächst durch Umrüstung von Stückgutschiffen. Erst etwas später, als sich etwa in der ersten Hälfte der 1960er Jahre der Erfolg des neuen Transportsystems abzuzeichnen begann, wurden erste Semicontainerschiffe auch als Neubauten entworfen und gebaut. Hierzu mussten erst die schiffbaulichen Grundlagen zum Bau offener Schiffe geschaffen werden, was anfangs meist mit dem Bau längs geteilter Laderäume oder Längsherfte gelöst wurde.
Schon Ende der 1960er / Anfang der 1970er Jahre wurden aber nahezu alle Neubauten von Stückgutschiffen mehr oder minder stark für den Transport von Containern entworfen. So waren am 31. Juli 1968 weltweit bereits 102 Semi- oder Vollcontainerschiffe beauftragt oder in Bau. Anfangs wurden Semicontainerschiffe auf den Hauptrouten der Linienschifffahrt eingesetzt. Während der 1970er Jahre nahm der Anteil der Containertransporte am Stückguttransport unaufhaltsam zu. Das Semicontainerschiff bildete nach den Tankern und Bulkern währenddessen eine der größten Gruppen der Welthandelsflotte im sich wandelnden Seeverkehr. Im Zuge der fortschreitenden Containerisierung wurde es auf den Hauptrouten mehr und mehr von Vollcontainerschiffen auf Nebenfahrtgebiete verdrängt.
Erst gegen Ende der 1970er / Anfang der 1980er Jahre, im Zuge der weiter fortgeschrittenen Spezialisierung des Schiffbaus und des durchgreifenden Erfolgs des Containers als Standardbehältnis für Stückgüter, wurden immer weniger Semicontainerschiffe gebaut. Gleichzeitig wurden vorhandene Semicontainerschiffe häufig zu Vollcontainerschiffen umgebaut. Seit etwa Anfang der 1980er Jahre wurden allerdings vermehrt Eindeck-Mehrzweckschiffe gebaut, diese bilden aber strenggenommen einen anderen Schiffstyp. Seitdem das Containerschiff die konventionelle Tonnage nahezu vollständig abgelöst hat, findet auch die geringe Zahl an verbleibenden echten Semicontainerschiffen nur noch in einer schrumpfenden Nische des Seehandels Beschäftigung.

## Laderaumanordnung und Technik
Semicontainerschiffe zeichnen sich durch eine offene oder teiloffene Deckskonstruktion aus. Die Laderäume sind teils oder komplett in ihren Maßen auf den Transport von Containern eingerichtet. Cellguides waren bei frühen Semicontainerschiffen die Ausnahme, bei späteren Bauten waren sie häufiger zu finden. Stattdessen ist die Tankdecke des Doppelbodens mit Fußpunkten für die Containerstauung und mit Laschbefestigung für die Ladungssicherung ausgerüstet. Die Zwischendecks wurden in der Regel entweder klappbar oder waren wegnehmbar, um sie beim Containertransport beispielsweise im Unterraum zu verstauen. Als Ladungsumschlageinrichtungen bestehen anfangs oft Ladebäume, später sind meist Kräne mit Tragfähigkeiten von 20 bis 30 Tonnen, selten darüber verbaut.

## Beispiele
Einer der weltweit ersten auch als solcher geplanter Vertreter dieses Schiffstyps war die 1963 gebaute Tobias Mærsk.